# Alberton (Oost-Rand)
Alberton is een stad van 120.000 inwoners in Zuid-Afrika aan de oostelijke rand van Gauteng. 
Het is gelegen aan de oevers van de Natalspruit, en nabij grote steden als Johannesburg (15 km) en Pretoria (60 km). De Newmarket-renbaan in Alberton is lokaal bekend vanwege de nachtelijke wedrennen die er plaatsvinden.
De plaats heeft een sierlijke Nederduits Gereformeerde Kerk uit 1938. De kerk heeft 1123 zitplaatsen.

## Geboren in Alberton
- Hans Vonk (1970), doelman

## Subplaatsen
Het nationaal instituut voor de statistiek, Stats SA, deelt sinds de census 2011 deze hoofdplaats in in 21 zogenaamde subplaatsen (sub place), waarvan de grootste zijn:
Brackendowns • Brackenhurst • Eden Park • Meyersdal.

## Zie ook

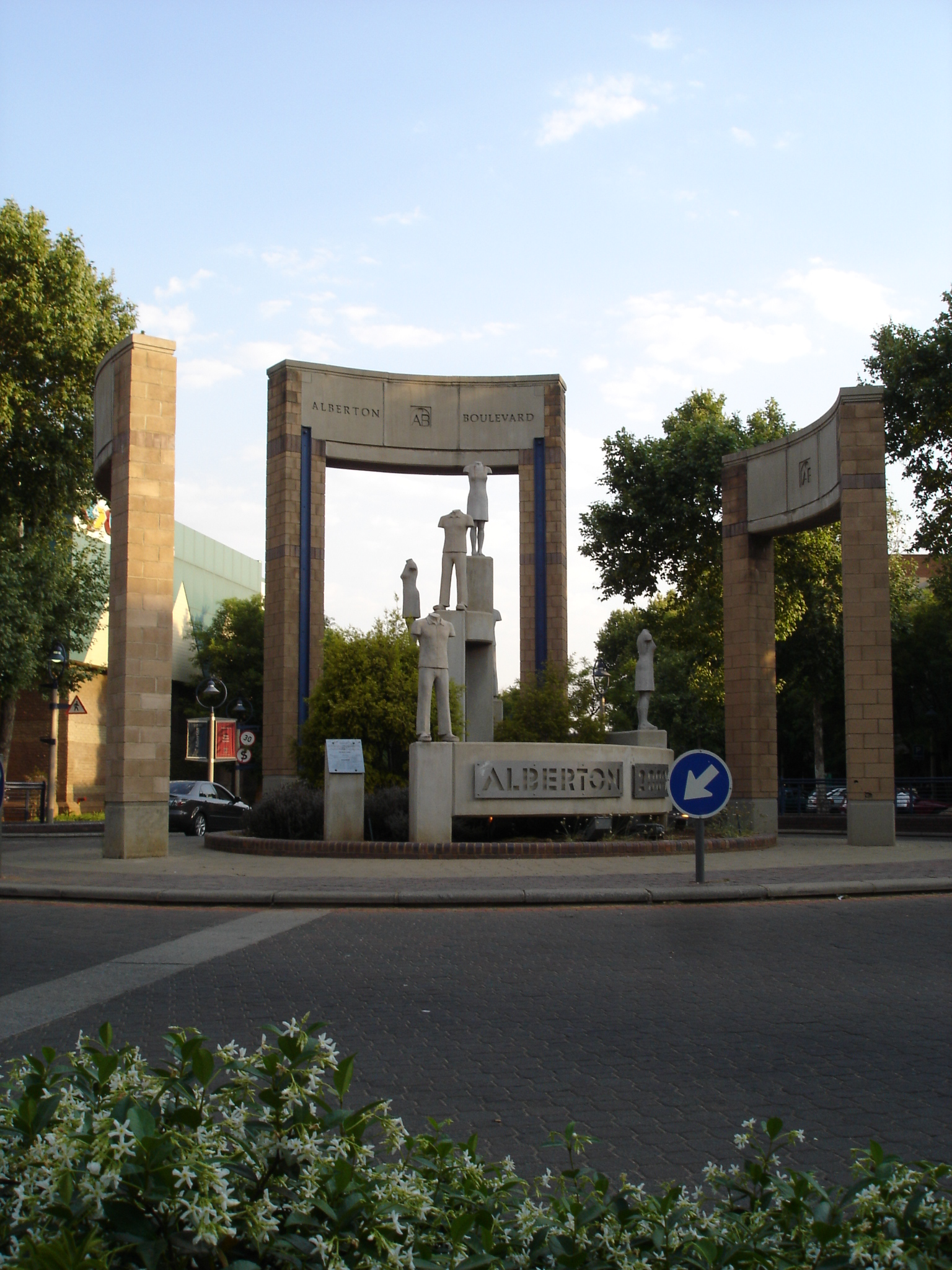
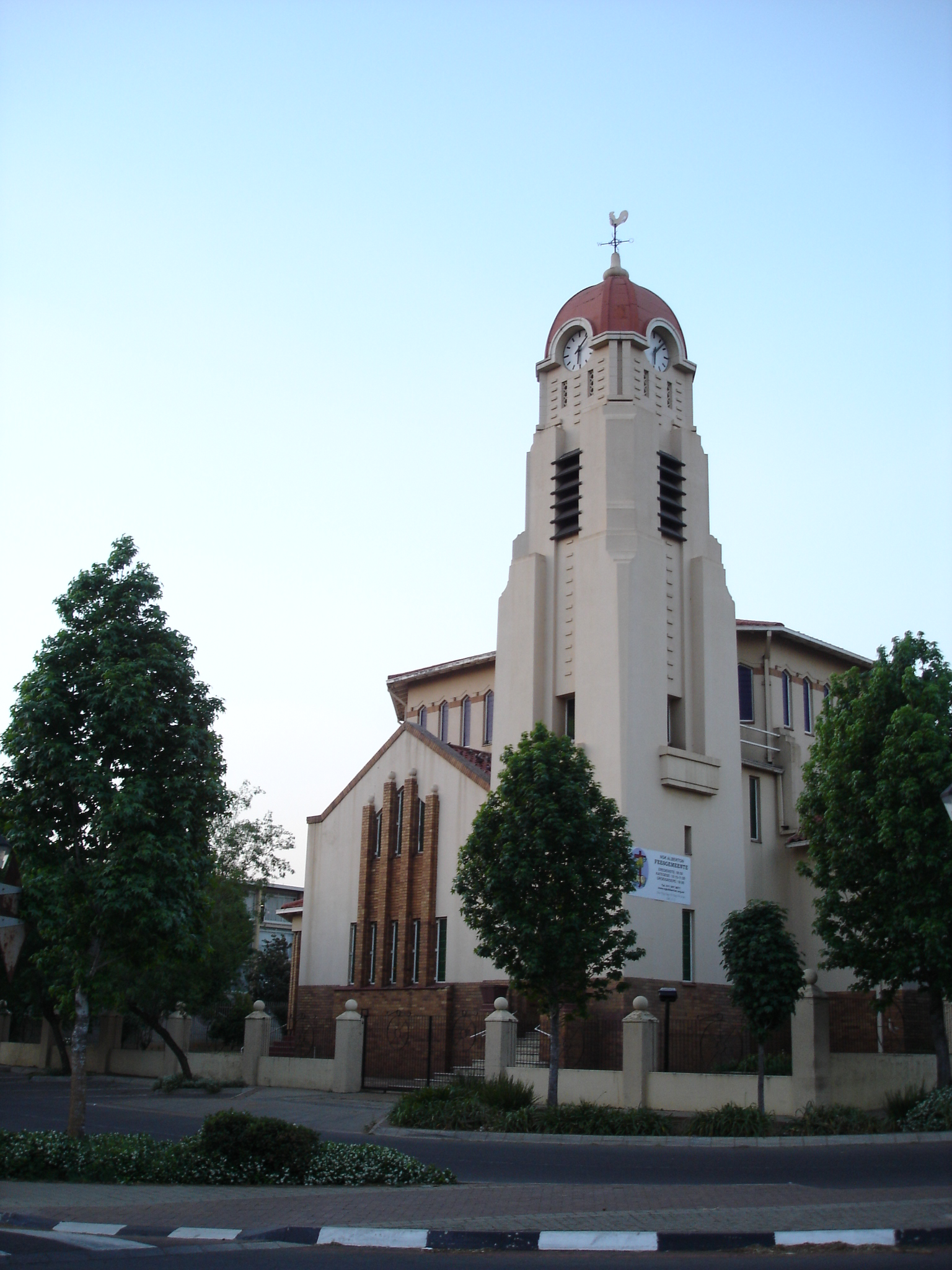
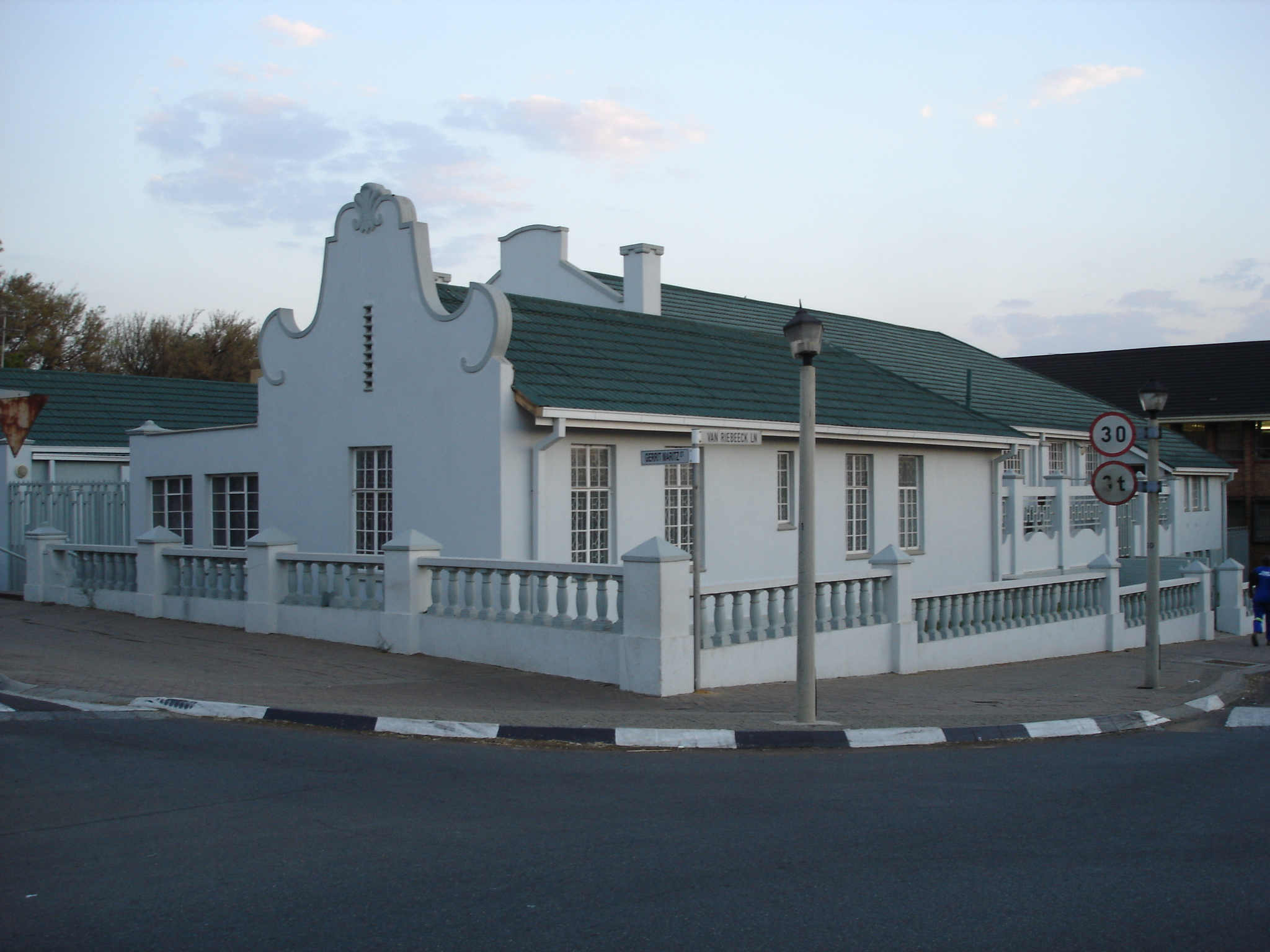
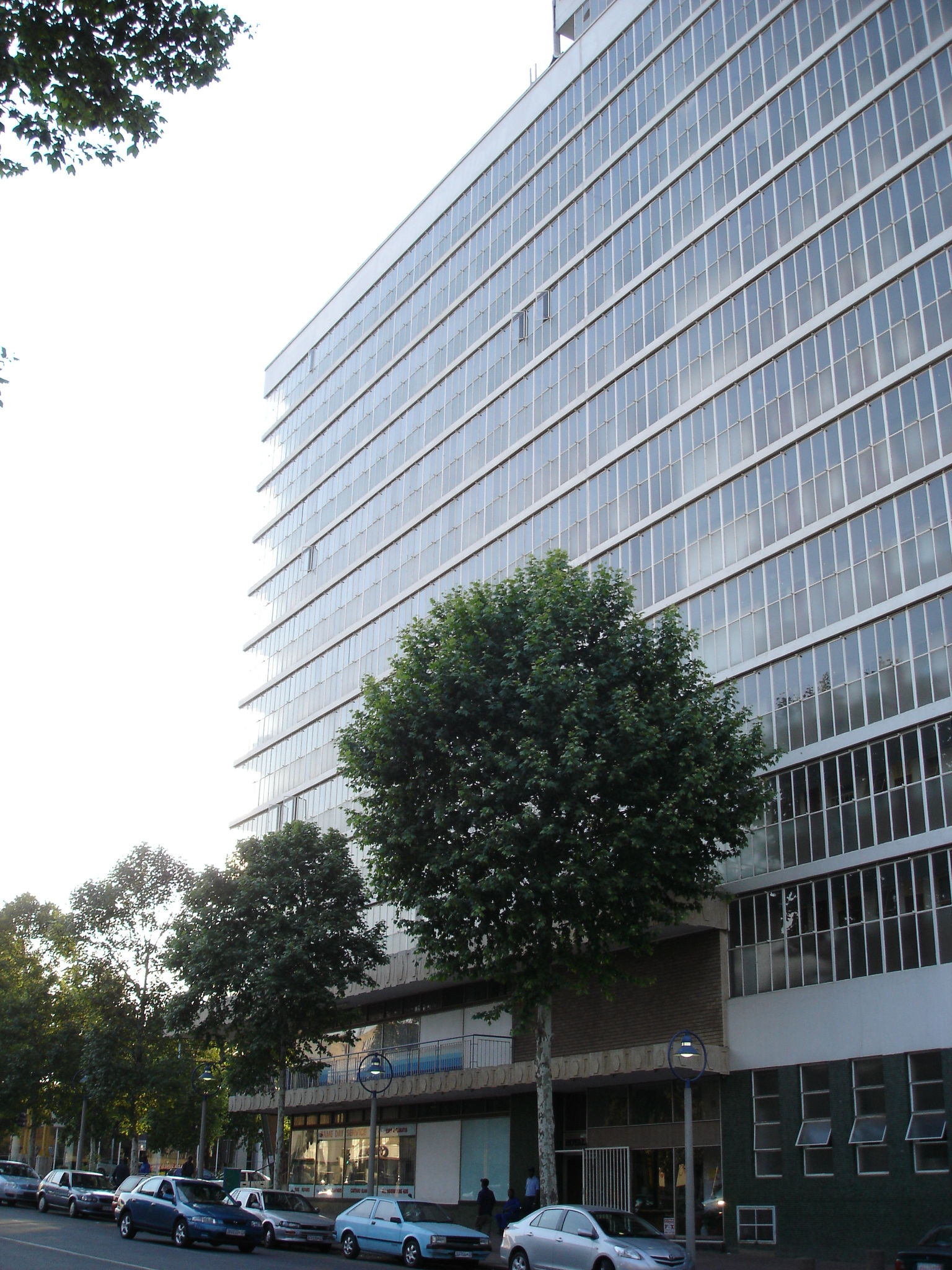